# الكتيبة الطيبية

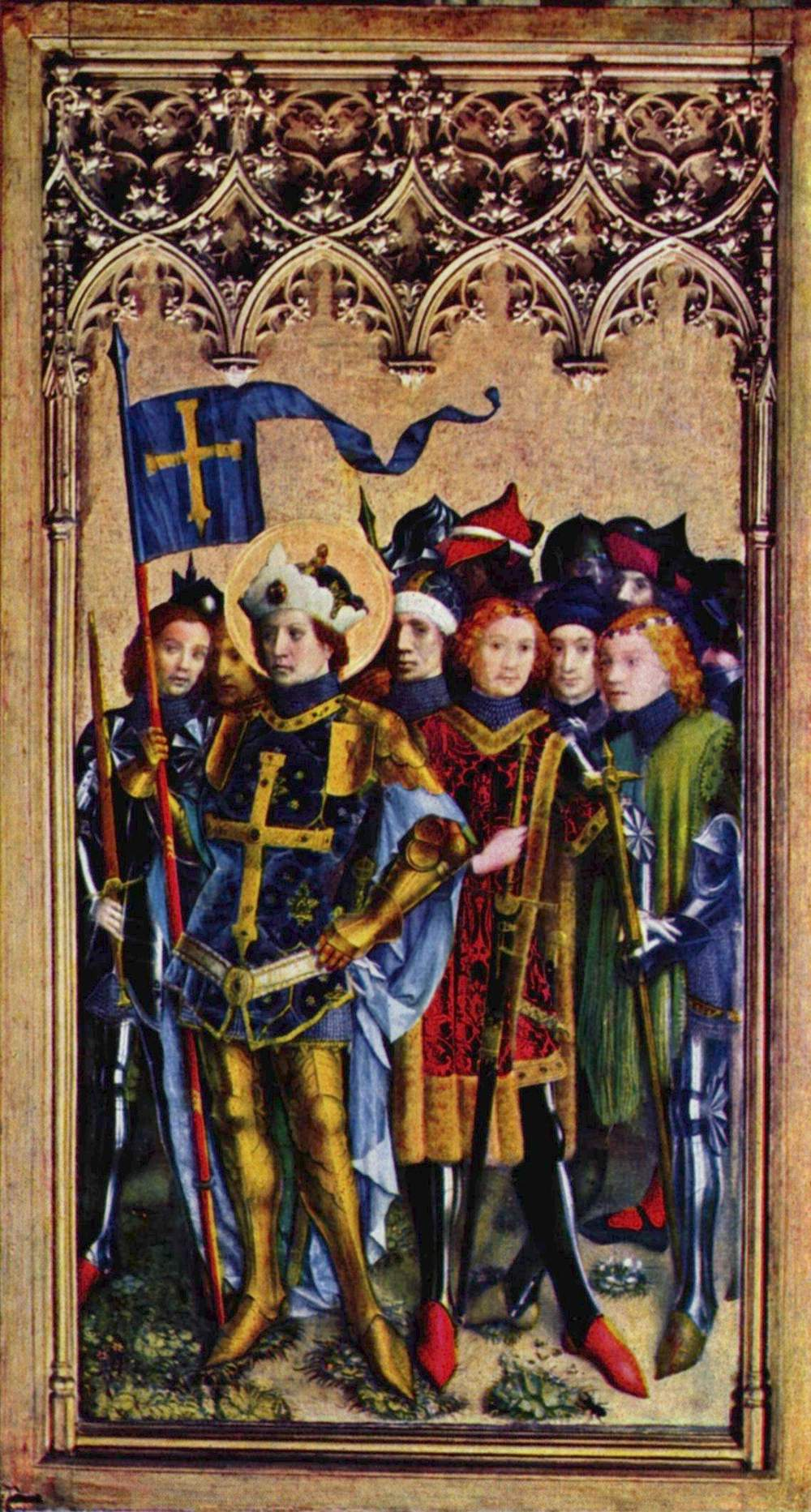
الكتيبة الطيبية

قصة ”الكتيبة الطيبية “ حدثت في القرن الثالث الميلادي جزءاً من الجيش الروماني الكبير.
كان على رأس الإمبراطورية وقتئذ دقلديانوس (284-305م) يعاونه مكسيميانوس (285-305م) وكونا جيشهما من كل الشعوب الخاضعة لسلطانهما، فكانت فيه كتيبة من شباب مدينة طيبة – مكونة من 6600 جندي مسيحي مصرى.وصدرت الأوامر بارتحالها من مصر إلي أوروبا لمساعدة مكسيميانوس في حروبه بإقليم غالياً (فرنسا).

## الخروج من مصر
خرجت من مصر من أرض طيبة (الأقصر حالياً) الكتيبة الطيبية من المصريين المسيحيين المحاربين الأشداء وعددهم 6600 قبطى مسيحي وكانوا تحت قيادة قائداً شجاعاً اسمه موريس وقد أبلت هذه الكتيبة الطبية بلاءً حسنا في الحروب التي خاضتها وشهد ببسالتهم قيادة الجيش الرومانى، وأوفدوا إلى القائد مكسيميانوس في فرنسا الذي أختاره دقليديانوس ليكون شريكة في حكم الإمبراطورية الرومانية وقد قسمت هذه الكتيبة إلى قسمين احدهما ليحارب على حدود فرنسا والآخر ليحارب في سويسرا.
وقد اختار مكسيمانوس جيشا مصريا لفهمهم بقوه وقدره المصريين وكان في ذاك الحين جميع المصريين مسيحيين
وكان هذه الكتيبة تمتاز بالحكمة والقوه

## الأمر بالتبخير للأوثان
صدر الأمر بالتبخير للأوثان وأعتبار دقليديانوس إلهً قبل البدء في الحرب وكان من المعتاد أن تقدم العبادة للآلهة الوثنية قبل بدء المعارك.
و صدر الأمر للكتيبة المصرية أن تشارك في تقديم البخور في هذه العبادة ولكن جنود الكتيبة رفضوا معلنين أنهم وإن كانوا يؤدون واجباتهم للدولة، فهم مسيحيون لا يعبدون إلا الإله الحقيقي رب السماء والأرض فرفضت الكتيبة القبطية الامتثال للأمر والتبخير للأوثان.

## استشهاد الجنود المصريين
إزاء هذا الموقف أمر الإمبراطور بأن تقف الكتيبة صفوفاً، وفي كل صف عشرة، وبعد كل تسعة جنود. يجلد العاشر ثم تقطع رأسه ولكن الباقين ازدادوا إصراراً على مسيحيتهم، فأمر الإمبراطور بتكرار جلد العاشر وقتله فجلدوا بالسياط الرومانية التي تحتوى في نهايتها قطع من الرصاص.. ولما تمسك الأقباط بإيمانهم المسيحي اغتاظ الإمبراطور فامر بأن يصطف أقباط الكتيبة الطيبية صفوفاً وكل صف يتكون من عشرة افراد، وكان يأخذ العاشر من كل صف ويقتله أمامهم حتى يخاف الباقيين ويبخروا للأوثان ولكن أضطر الأمبراطور أن يقتلهم جميعاً في النهاية لأنه لا يوجد من بينهم قبطى واحد رجع عن إيمانه بالمسيح وكان ذلك في العام الثالث للشهداء.
ومن شجاعة القبطى قائد الكتيبة الطيبية أنه قام بكتابة خطاباً باللغة القبطية وقدمه إلى الأمبراطور يعلن فيه طاعته له في أي أمر بالدفاع عن الاراضى الرومانية ولكن إيمانه بالإله يخصه وقد قدمه للمسيح، وكان قـائـد الـكـتـيـبــة الـضـابــط الصـعـيدي ((موريس)) والضباط زملاؤه فكانوا يشجعون جندهم أن يثبتوا على إيمانهم.

## سويسرا
خلدت سويسرا هؤلاء الشهداء الأقباط من ابطال الكتيبة الطيبية بإقامة كنيسة في زيورخ باسم «القديس موريس» يتردد صدى أجراسها في فضاء أوروبا لتعلن للعالم كله شجاعة أقباط مصر وإيمانهم المسيحيى الأصيل، وحينئذ اصدر الإمبراطور أمراً بقتل جميع أفراد الكتيبة حيثما تكون معسكراتها، فكانت مذبحة هائلة ومجزرة همجية فظيعة – تناثرت فيها أشلاء المصريين فوق وادي أجون وارتوت أرضه بدمائهم. حدث هذا في السنوات الأخيرة من القرن الثالث الميلادي.

### سان موريس
وتخليداً لذكرى هذا الموقف العظيم، غير سكان الوادي اسم مدينة أجون وأطلقوا عليها اسم قائد الكتيبة المصري فصار اسمها حتى اليوم ” سان موريس “ في مقاطعة فاليه وأقيمت بها في منتصف القرن الرابع كنيسة، ولقد كان استشهاد الجنود المصريين، وما صاحبه من شجاعة وصمود ورجولة – هذا كله كان يملأ المشاهدين إعجاباً بهم وتقديراً لهم، وكان يدفعهم للتساؤل عن سر هذه العظمة. وهكذا بدأ تحول سكان هذه المناطق من الوثنية إلي المسيحية. وارتبطت أسماء العديد من أفراد الكتيبة بمختلف المدن والقرى – وفي مقدمتهم القائد موريس، الذي أطلق اسمه علي مدينتين، الأولى سبق ذكرها والثانية ”سان موريتز “ (بالنطق الألماني) في مقاطعة انجاندين بسويسرا، وأقيم له تمثال في ميدان كبير بها.
واختارت مقاطعة زيورخ شعارها وختمها ثلاث صور من أبطال هذه الكتيبة الطيبية وهم «فيلكس وريجولا أخته وأكسيبر أنيتيوس» وهم يحملون رؤوسهم تحت أذرعتهم.
الخاتم الرسمي لبعض المقاطعات السويسرية نقش عليه رسم ثلاثة من هؤلاء - أبناء منطقة طيبة (محافظ الأقصر حالياً)، وأن ذكرى بعض هؤلاء تعتبر هناك من الأعياد الرسمية.

## القديسة فيرينا
وكانت تصحب الكتيبة الطيبية بعض العذارى من القبطيات الذين كانوا يعدون الطعام ويقومون برعاية الجرحى وغير ذلك من الأعمال وكانت من بينهن القديسة فيرينا التي نشأت في مدينة جراجوس بالقرب من مدينة طيبة (الأقصر) ويعنى اسم فرينا باللغة القبطية الثمرة أو البذرة الطيبة، ولما قتل أفراد الكتيبة الطيبية كلهم لم تغادر المكان راجعة إلى مصر وإنما مكثت تخدم الرب يسوع في مكانها فعلمت الشعب الوثنى المسيحية، وقامت بتعليمهم أسس العلاج من الأمراض باستعمال بعض الأعشاب الطبية، وعلمتهم النظافة الجسدية بالأغتسال بالماء، وكانت تزور مدافن شهداء الكتيبة الطيبية، ويعتقد الكثيرين أن القديسة فيرينا هي ابنه عم القديس موريس قائد الكتيبة الطيبية، وقد أعتبر كثيرين من المؤرخين أنها أم الراهبات في أوروبا.
وحدث أن اكتشف أحد الحكام الرومان امرها فأمر بسجنها، ولكنها بعد مدة خرجت من السجن وعادت لما كانت تفعله قبل سجنها مع زميلاتها العذارى وكانت تسكن معهم أحد الكهوف الجبال التي تنتشر في سويسرا
وتنيحت القديسة فيرينا في سنة 344 م وبنيت فوق جسدها كنيسة في مدينة تمبورتاخ بسويسرا، وعند منتصف الجسر المقام على نهر الراين بين سويسرا وألمانيا يوجد لها تمثال وهي تحمل جرة بها ماء، ويبلغ عدد الكنائس التي تحمل اسمها في سويسرا وحدها 70 كنيسة وفي ألمانيا 30 كنيسة.
ولا يعرف المصريين المسيحيين أن مصرية قبطية عاشت في وسط أوروبا، وجسدها مدفون في إحدى كنائسها – يرسمون صورتها وفي يدها أبريق ماء وفي الأخرى”المشط “ الذي تستخدمه المصريات منذ العصر الفرعوني، يرسمونها على هذا النحو تخليداً للدور الذي قامت به هذه المصرية في العناية بالمرضى في هذه المناطق – وفي تعليم أهلها النظافة، منذ أكثر من خمسة عشر قرناً... وأن مئات الكاتدرائيات والكنائس والأديرة والهياكل والمنشآت المتنوعة – تحمل أسماء أجدادنا الشهداء والقديسين المصريين أبناء طيبة والأرض الطيبة العظيمة...

## مواضيع مرتبطة
- كنيسة قبطية أرثوذكسية
- القديسة فيرينا
- القديس موريس